# 劉以達
劉以達（らう いーだっ、タッツ・ラウ、 Lau Yi Dat Tats、1963年2月27日 - ）香港生まれのミュージシャン、音楽プロデューサー、作曲家、俳優。音楽ユニット達明一派のメンバーで、主に作・編曲とギターを担当。

## 来歴
高校時代にロック・ギタリスト・コンテストで入賞し、それをきっかけに音楽界に入りいくつかのバンドに参加する。1985年に新しいバンドメンバーを新聞紙上で募集し、応募してきたアンソニー・ウォン（黄耀明）とユニット「達明一派」を結成する。90年に「達明一派」を解散（のちに何度か一時的に再結成）後はユニット「劉以達與夢」やソロとして活動。また映画界にも進出し、93年の香港映画「誘僧」の音楽などを担当する他、俳優として93年公開「新不了情」（邦題：つきせぬ想い）、96年公開「大內密探零零發」（チャウ・シンチー主演）などに出演した。

## 人物
- 劉以達は以前は仏教の信者で2000年に「妙慧」という法名を授かった[1]が、2008年にキリスト教に改宗した[1]。